# Knud Möller

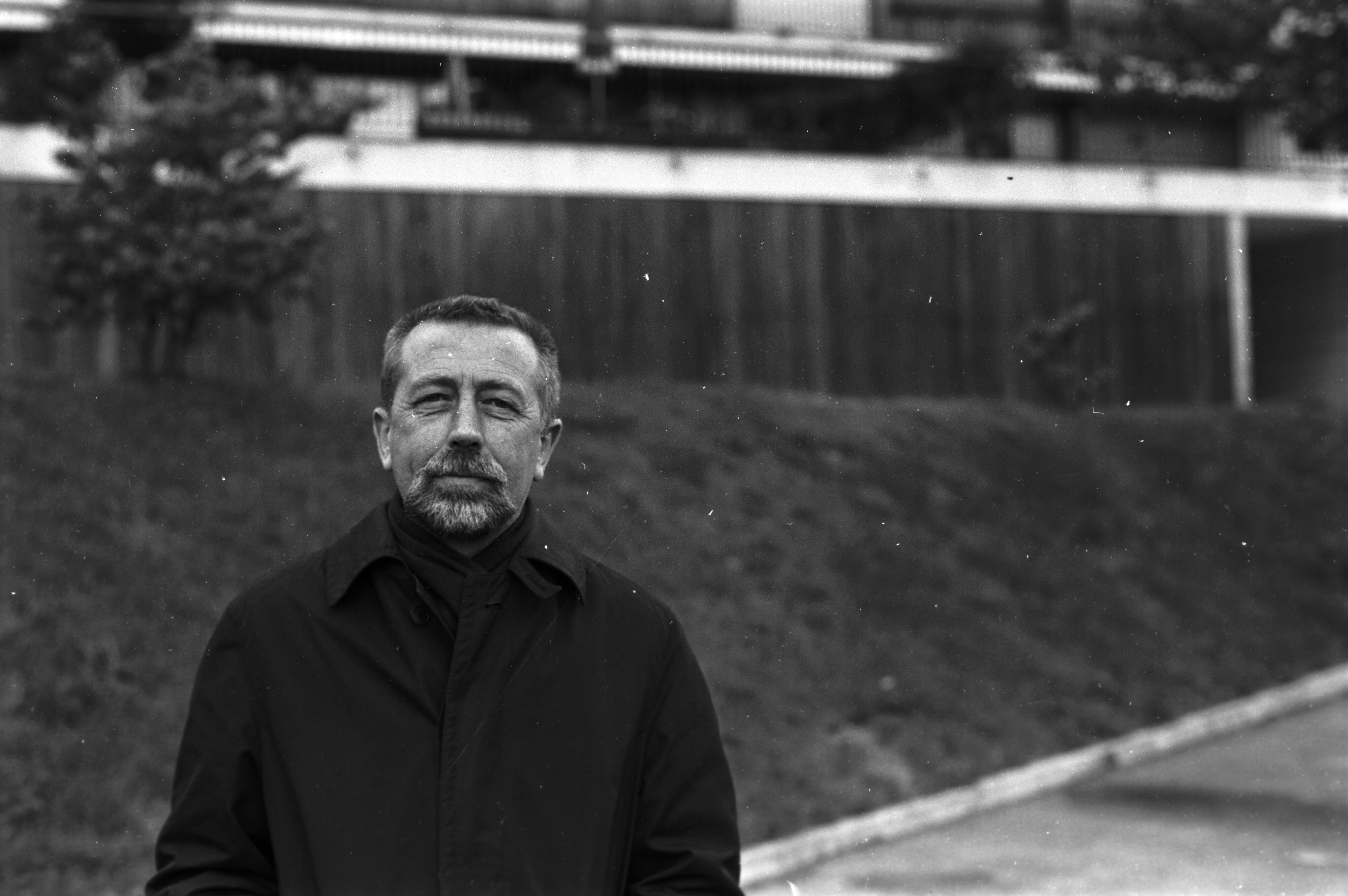
Knud Möller år 1969.

Knud Albert Möller, född 17 januari 1919 i Helsingfors, död där 23 april 1993, var en finländsk journalist.
Möller, som var född av inflyttade danska föräldrar, var 1941–1946 anställd vid olika nyhetsbyråer i Helsingfors, Köpenhamn och Stockholm, förestod 1947–1950 agrarpressens nyhetsbyrå i Helsingfors och var 1951–1958 redaktionssekreterare för tidskriften Motor; därefter frilans. Han var 1965–1982 anställd vid Rundradion, där han arbetade bland annat som utlandskorrespondent och som sakkunnig utrikespolitisk kommentator både på finska och svenska. Han medarbetade även flitigt i skandinavisk press med artiklar om Finland.
Han var far till dramaturgen Marianne Möller.